# Riveira (La Estrada)
Riveira (llamada oficialmente Santa Mariña de Ribeira) es una parroquia del municipio de La Estrada, en la provincia de Pontevedra, Galicia, España.

## Límites
Limita con las de Berres, Moreira, Barbud y Paradela, siendo cruzada por el Río Ulla.

## Historia
Durante la primera mitad del siglo XIX, era el lugar desde donde se administraban las rentas del conjunto del ayuntamiento y las distintas poblaciones que lo integraban
, habiéndose descubierto recientemente un manuscrito que revela parte de este episodio de la historia de La Estrada.
En 1842 tenía una población de hecho de 310 personas. En los veinte años que van de 1986 a 2006 la población pasó de 396 a 325 personas, lo cual significó una pérdida del 17,93%

## Personalidades
- Ramón Cobián Otero: Primer Administrador de Rentas de La Estrada (durante las décadas de 1830s y 1860s), Condecorado al final de su carrera por el gobierno de su majestad Isabel II siendo nombrado Caballero de la Orden de Carlos III.[4][5]